# Piața din Bremen

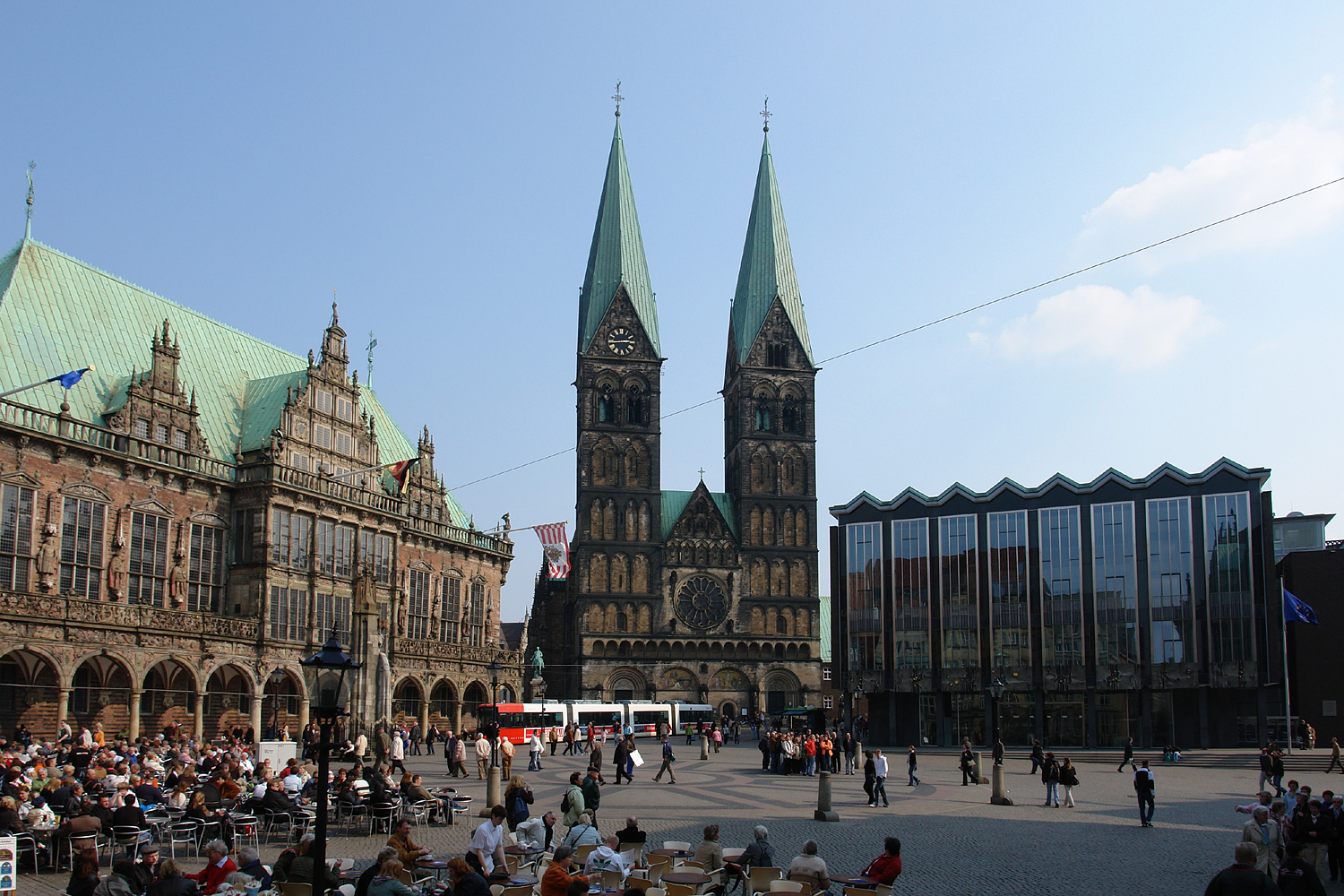
Piața din Bremen

Piața din Bremen este situată în centrul orașului hanseatic Bremen, din Germania, fiind unul dintre cele mai vechi locuri publice ale orașului. Se întinde pe o suprafață de 3.484 m2, aflându-se la intersecția a cinci străzi, dintre care unele o leagă de alte două piețe. Astăzi, în incinta pieței nu mai au loc târguri, excepție făcând Crăciunul sau unele zile festive, când se organizează o zonă comercială volantă de unde se pot cumpăra dulciuri, mâncăruri tradiționale sau băuturi. Piața este mărginită de clădirea primăriei orașului Bremen, Domul și Casa cetățenilor.